# Карен Хорнај
Карен Клементајн Тиодор Хорнај (енгл. Karen Clementine Theodore Horney, IPA: /ˈhɔrnaɪ/), рођена Данијелзен, 15. септембар 1885. Хамбург — 4. децембар 1952. Њујорк, била је америчка психоаналитичарка немачког порекла. Једна је од најзначајнијих критичарки Фројдове психоанализе, посебно тачака о женској сексуалности. Дала је властиту теорију неуроза везану за културе и њихов настанак.

## Биографија
Њен отац Берндт, капетан брода, патријахалан и врло строг, условио је да Карен буде привржена много брижнијој, 18 година млађој мајки. То ју је често доводило у стање депресије што јој је помогло касније у истраживању позивајући се на властито искуство. Са 9 година одлучила је да се посвети развијању интелектуалних способности говорећи себи ’ако не могу да будем лепа, бићу паметна’.
1906. године Карен уписује студије медицине на универзитету у Фрајбургу, да би се пребацила у Гетинген и коначно дипломирала у Берлину 1913. На студијама упознаје Оскара Хорнаја за којег се удаје 1909. године. После смрти своје мајке 1911. године одлучује да усмери свој рад ка психоанализи. Посебно јој се посвећује после бројних сеанси код једног од највећих психоаналитичара тог периода Карла Абрахама. 1920. године постаје један од оснивача Берлинског института за психоанализу и где предаје неколико наредних година. Једна од већих депресија задесила ју је 1923. са смрћу њеног старијег брата, остављајући је да размишља о самоубиству. 1934. сели се са децом у Њујорк и запошљава се у Њујоршком институту за психоанализу, где и почиње да развија властиту теорију психоанализе. Велики део њеног истраживања и рада заснива се на властитом искуству и искуству својих пацијената. За разлику од других психоаналитичара, веровала је и у могућности самоанализе, о чему је написала књигу. Карен Хорнај је још на почетку сексуалне револуције тачно уочила да млади људи не траже једно од другог секс, већ сигурност коју од родитеља и друштва нису никада довољно добили.

## Теорија неуроза
Једна од базичних ствари у којима се није слагала са Фројдовом психоанализом је да људски живот не опстаје искључиво преко био-физичких својстава, већ да и култура и начин на који људи живе има свој удео. По Фројду, сви односи и нагони у култури одређени су биолошки, све наше акције и мотиви су узроковани потребом за задовољењем наших сексуалних нагона и нагона живота (ерос) и нагона смрти (танатос). Хорнај каже да су осећања и ставови одређени културолошки.
У одређеним културама, страхови и неурозе су израженији него у другим. Та појава је узрок што неке културе су створиле уређаје којима се бране од истих, нпр. ритуалима, сујеверјем или религијом.
По дефиницији, неуроза је лакши облик психичког обољења без познатог узрока. По Хорнајевој, неуроза је начин на који људи савладавају и контролишу интерперсоналне проблеме који се дешавају из дана у дан. Код неуротичке личности постоје три обрасца контроле, а то су покрет према људима, против људи и од људи. Сва три карактеризују крутост и недостатак индивидуалног потенцијала што и представља срж сваке неурозе.

### Покрет ка људима
- потреба за пажњом и прихватањем; чињење услуга другима како би их ценили

- потреба за партнером; онај који ће да их воли и решава све проблеме

Ове карактеристике резултат су самониподаштавања. По Хорнајевој, особе које су имале несагласности са родитељима у детињству често прибегавају оваквом понашању. Страх од беспомоћи и напуштености ствара феномен базичне стрепње. Извор базичне стрепње је у дечјој несигурности, оној која потиче из несређених породичних односа, као што је доминантно и недоследно понашање родитеља, нереални родитељски захтеви, развод родитеља, алкохолизам и насиље у породици. Уколико се извори стрепње продуже, дете се прилагођава неуротичким потребама. Ови индивидуалци излажу потребу за приврженост и прихватање од стране друштва, па често занемарују своје потребе чинећи услуге другима.

### Покрет против људи
- потреба за моћи; способност да се преузме контрола над другим људима
- потреба за манипулисањем: бити бољи од осталих, веровање да манипулисањем се стиче моћ
- потреба за социјалним признањем;
- потреба за самодивљењем; и унутрашњих и спољашњих квалитета
- потреба за успехом;

Ова категорија је категорија експанзивности, агресивности. Неуротичке личности ове категорије приказују бес и непријатељство према људима. Док рецимо, потребе за социјалним признањем и успехом имају сви људи, неуротичари су очајни за тим. Узрок оваквог понашања није снага већ страх од разочарења и искоришћавања од стране других. Моћ и имање су начин како се бране од света. Имају потребу за истицањем и дивљењем од стране људи у својим социјалним круговима, а склони су и да држе људе на дистанци.

### Покрет од људи
- потреба за самодовољношћу и незавишношћу;
- потреба за савршеношћу;
- потреба за неупадљивошћу;

Категорија отуђености, повучености. Људи не налазе задовољење у другима већ у себи. Сматрају да су друге особе разлог њихових проблема. Прибегавају уметности.

## Начини подривања безбедности детета
Родитељи могу деловати на различите начине да поткопају безбедност свог детета и тиме подстакну непријатељство. То укључује очигледну склоност једном брату или сестри над другим, неправедно кажњавање, нестално понашање, неизвршена обећања, подсмех, понижавање и изолација детета од вршњака. Хорнај је тврдила да деца знају да ли је љубав њихових родитеља права, исправна. Лажне демонстрације и неискрени изрази наклоности не заваравају лако децу. Дете може осетити потребу да сузбије непријатељство које изазивају родитељи из разлога беспомоћности, страха од родитеља, потребе за истинском љубави или осећања кривице.

### Сузбијање непријатељства према родитељима
Хорнај је велики нагласак ставила на немоћ детета, која у потпуности зависи од понашања њихових родитеља. Ако се деца држе у претерано зависном стању, подстиче се осећање беспомоћности. Што се деца осећају беспомоћније, то их се мање усуди да се супротставе или побуне против родитеља. То значи да ће дете потиснути резултирајуће непријатељство, говорећи, заправо: „Морам да потиснем своје непријатељство, јер сте ми потребни.“ 
Деца се лако могу натерати да се плаше својих родитеља кроз кажњавање, физичко злостављање или суптилније облике застрашивања. Што више деца постају уплашена, то ће више потискивати своје непријатељство. У овом случају, дете каже: „Морам да потиснем моје непријатељство, јер вас се плашим.“
Парадоксално, љубав може бити други разлог за сузбијање непријатељства према родитељима. У овом случају родитељи говоре својој деци колико их воле и колико су жртвујући за њих, али родитељска топлина и наклоност нису искрена. Деца препознају да су ове вербализације и понашања лоша замена за истинску љубав и сигурност, али они су све што је на располагању. Дете мора да потисне своје непријатељство због страха од губитка чак и ових незадовољавајућих израза љубави.
Кривица је још један разлог зашто деца потискују непријатељство. Често се осећају кривим због било каквог непријатељства или побуне. Можда ће се учинити да се осећају недостојно, злобно, или грешно због изражавања или чак гајења незадовољства према родитељима. Што већу кривицу дете осећа, непријатељство ће бити дубље потиснуто. Ово потиснуто непријатељство, које је резултат различитих родитељских понашања, подрива потребе за сигурношћу и манифестује се у стању које Хорнај назива базичном стрепњом.

## Базична стрепња
Хорнај је базичну стрепњу дефинисала као „подмукло растући, свепрожимајући осећај усамљености и беспомоћности у непријатељском свету“. То је темељ на коју развијају све касније неурозе, а нераздвојно је повезана са осећањима непријатељства, беспомоћности и страха.
У детињству се људи труде да се заштите од базичне стрепње на четири сасвим различита начина: обезбеђивање наклоности и љубави, покорности, достизање моћи или повлачење.

### Осигуравање наклоности
Осигуравајући наклоност и љубав од других људи, особа заправо говори: „Ако ви волите мене, нећете ме повредити.“ Постоји неколико начина на које можемо стећи наклоност, као што је покушај да се уради све што друга особа жели, покушај подмићивања других или претња другима да ће пружити жељену наклоност.

### Покорност
Бити покоран као средство самозаштите подразумева поштовање жеља било једне одређене особе или свих у нашем друштвеном окружењу. Покорни људи избегавају да раде било шта што би могло да завади друге. Не усуђују се да критикују на било који начин. Морају потиснути личне жеље и не могу се бранити злостављање из страха да ће таква одбрамбеност изазвати злостављача.
Већина људи који глуме покорност верују да су несебични и пожртвовни. Изгледа да такве особе говоре: „Ако попустим, нећу бити повређен.“ 

### Достизање моћи
Постизањем моћи над другима, особа може надокнадити беспомоћност и постићи сигурност кроз успех или кроз осећај супериорности. Чини се да такви људи верују да ако имају моћ, нико им неће наудити. 

### Повлачење
Ова три самозаштитна уређаја имају нешто заједничко - укључивањем у било који од њих особа покушава да се избори са основном анксиозношћу интеракцијом са другим људима. Четврти начин заштите од основне анксиозности укључује повлачење од других људи, не физички већ психолошки. Таква особа покушава да се осамостали, не ослањајући се ни на кога другог ради задовољења унутрашњих или спољних потреба.
Повучена особа постиже независност у погледу интерне или психолошке потребе тако што се удаљавају од других, више их не тражећи да задовоље емоционалне потребе. Процес укључује отупљивање или минимизирање емоционалних потреба. Одричући се ових потреба, повучена особа се чува да је други људи не повреде.

### Карактеристике самозаштитних механизама
Четири самозаштитна механизма која је Хорнај предложила имају један циљ: одбрану против основне анксиозности. Они мотивишу особу да радије тражи сигурност и безбедност него срећу или задовољство. Они су одбрана од бола, а не тежња за благостању или срећи. Још једна карактеристика ових самозаштитних механизама је њихова снага и интензитет. Хорнај је веровала да би могли бити убедљивији од сексуалних или других физиолошких потреба.
Ови механизми могу смањити анксиозност, али трошак за појединца обично представља осиромашену личност. Често ће неуротичар трагати за сигурношћу користећи више механизама, а некомпатибилност међу њима може поставити темеље за додатне проблеме. На пример, особа може бити вођена потребама за постизањем моћи и за наклоност. Особа ће можда желети да се потчини другима, а истовремено желети власт над њима. Такве некомпатибилности се не могу решити и могу довести до још тежих сукоба.

## Неуротичне потребе
Хорнај је веровала да било који од механизама самозаштите може постати тако постојан део личности који поприма карактеристике нагона или потребу за одређивањем понашања појединца. Навела је 10 таквих потреба, које је назвала неуротичним потребама јер су ирационална решења за нечије проблеме. 10 неуротичних потреба су:
1. За партнером (слепа жудња за љубављу, зависност од партнера)
2. За наклоношћу и одобравањем (да се задовоље други, живи се према туђим очекивањима, потцењује себе)
3. За дивљењем (прецењује себе)
4. За моћи (прецењују моћ и снагу, доминирају, контролишу)
5. За искоришћавањем других  (превентивно, да их не би искористили)
6. За успехом (по сваку цену, нездрава, болесна амбиција)
7. За угледом (потреба за друштвеним престижом, из несигурности
8. За самодовољношћу и независношћу (разочараност, одбацивање везивања)
9. За свођењем живота у уске границе (живети скромно и неприметно)
10. За савршенством и непогрешивошћу (страх од критике, замерке)

Неуротичне потребе обухватају четири начина заштите од анксиозности. Стицање наклоности изражава се у неуротичној потреби за наклоношћу и одобравањем. Покорност укључује и неуротичну потребу за доминантним партнером. Достизање моћи односи се на потребе за моћи, експлоатацијом, престижем, дивљењем и постигнућима или амбицијама.
Повлачење укључује потребе за самодовољношћу, савршенством и уским ограничењима живота. 
Хорнај је приметила да сви у одређеној мери испољавамо ове потребе. На пример, свако тражи наклоност или тежи постигнућима. Ниједна потреба није ненормална или неуротична у свакодневном, пролазном смислу. Оно што их чини неуротичним је човеково интензивно и компулзивно тражење њиховог задовољства као „јединог“ начина за решавање основне анксиозности. Када се то догоди, неуротична потреба постаје све озбиљнија, а затим и тиранска, јер претиче и доминира личношћу.
Задовољавање ових потреба неће учинити да се осећамо сигурно, већ ће нам само помоћи побегнемо од нелагоде изазване нашом тескобом. Они неће учинити ништа за основну анксиозност. Другим речима, они ће помоћи у симптомима, али не и њиховом узроку. Такође, када тежимо задовољавању ових потреба само да бисмо се изборили са анксиозношћу, ми то тежимо да се усредсредимо само на једну потребу и компулзивно тражимо њено задовољење у свим ситуацијама.

## Женска психологија
Рано у каријери, Хорнај је изразила своје неслагање са Фројдовим погледима на жене. Почела је да ради на својој верзији женске психологије 1922. године, када је постала прва жена која је на међународном психоаналитичком конгресу представила рад на ту тему. Тим састанком, одржаним у Берлину, председавао је Сигмунд Фројд. Хорнај је била посебно критична према Фројдовом појму зависти од пениса, за који је веровала да изведен из неадекватних доказа (односно из Фројдових клиничких интервјуа са неуротичним женама).
Сугерисао је да су жене жртве своје анатомије, заувек завидне и незадовољне мушкарцима због поседовања пениса. Фројд је такође закључио да су жене имале слабо развијен суперего (резултат неадекватно решених едипских сукоба) и инфериорне слике тела, јер су жене веровале да су заиста кастрирани мушкарци.

## Завист за материцом
Хорнај се супротставила овим идејама тврдећи да мушкарци завиде женама због њихове мајчинске способности. Њен став по овом питању заснован је на задовољству које је рекла за порођај. Открила је код својих мушких пацијената оно што је назвала завист за материцом. „Кад човек почне да анализира мушкарце тек након прилично дугог искуства са анализирајући жене, стиче се изненађујући утисак о јачини ове зависти трудноће, порођаја и материнства.“
Мушкарци играју тако малу улогу у стварању новог живота да морају потчинити своју матерничку завист и надокнадити је тражећи постигнућа у свом раду. Испољава се завист на материци и незадовољство које је прати несвесно у понашањима дизајнираним да омаловажавају жене и да појачавају њихов инфериорни статус. 
Ускраћивањем женама једнаких права, умањујући њихове могућности за доприносе друштву, а умањујући напоре да то постигну, мушкарци задржавају своју тзв. природну супериорност. У основи таквог типичног понашања мушкараца је осећај инфериорности који произилази из њихове зависти за материцом.
Хорнај није порекла да су многе жене сматрале да су инфериорне у односу на мушкарце. Оно што је она довела у питање била је Фројдова тврдња о биолошкој основи за ова осећања. Ако се жене осећају недостојно, тврдила је она, то је зато што се с њима тако поступало у културама у којима доминирају мушкарци. После генерација социјалне, економске и културне дискриминације, разумљиво је да су се многе жене виделе на тај начин.

## Дела
Објавила је шест књига:
- 1937. Неуротичнa Личност нашег времена - фокусира се на идеје неуроза настале из културних фактора и међуљудских конфликата
- 1939. Нови начини у психоанализи
- 1942. Самоанализа, писано из њеног властитог искуства и како се изборила са проблемима
- 1945. Наши унутрашњи конфликти
- 1946. Да ли размишљате о психоанализи?
- 1950. Неуроза и развoj личности – понос и одбрамбене стратегије, класификација неуроза